# 弗拉特羅克 (北卡羅萊納州斯托克斯縣)
弗拉特羅克（英語：Flat Rock）是位於美國北卡羅萊納州斯托克斯縣的非建制地區。

## 地理
弗拉特羅克所處的海拔為高於海平面362米（即1188英呎），而該地所採用的時區為UTC-5，即北美东部时区（EST）。同時該地設有夏令時間，為UTC-5調快一小時，即UTC-4（EDT）。